# 広島県道467号庄原新市線
広島県道467号庄原新市線（ひろしまけんどう467ごう しょうばらしんいちせん）は、広島県庄原市を通る一般県道である。

## 概要
庄原市川北町から庄原市高野町新市に至る。もともとは広島県道44号庄原新市線だったが、1982年（昭和57年）に国道432号が昇格した際に一般県道に降格した。

### 路線データ
- 起点：庄原市川北町（国道432号交点）
- 終点：庄原市高野町新市（国道432号上、広島県道39号三次高野線終点、広島県道186号新市三次線起点）
- 総延長：10.2 km

## 路線状況
単独区間は峠（盤之谷峠）を越えるが、大半が1 - 1.5車線で見通しが悪い。
一般県道として残しているのは庄原市川北町 - 庄原市比和町木屋原間においてかなり離れたところにバイパスが建設されたことが一因として考えられる。国道432号上の案内標識は一切本路線の行き先を消去しており、通行を推奨しないことを示している。

### 重複区間
- 国道432号（庄原市比和町木屋原 - 庄原市高野町新市（終点））

### 道路施設

#### トンネル
- 王居峠（おいだわ）トンネル：延長345 m、1997年（平成9年）竣工、庄原市、国道432号重複区間内

## 地理

### 通過する自治体
- 庄原市

### 交差する道路
| 交差する道路                                                          | 交差する場所 | 交差する場所 |
| --------------------------------------------------------------------- | ------------ | ------------ |
| 国道432号                                                             | 川北町       | 起点         |
| 国道432号 重複区間起点                                                | 比和町木屋原 |              |
| 広島県道58号西城比和線                                                | 比和町比和   |              |
| 広島県道255号比婆山公園森脇線                                         | 比和町森脇   |              |
| 島根県道・広島県道110号奥出雲高野線                                   | 高野町上湯川 |              |
| 国道432号 重複区間終点 広島県道39号三次高野線 広島県道186号新市三次線 | 高野町新市   | 終点         |

### 沿線
- 比和郵便局
- 庄原市立比和小学校
- 庄原市立比和中学校

### 峠
- 盤之谷峠（庄原市）